# 形状記憶合金
形状記憶合金（けいじょうきおくごうきん、英語: shape memory alloy、略称：SMA）は、ある温度（変態点）以下で変形しても、その温度以上に加熱すると、元の形状に回復する性質を持った合金で、この性質を形状記憶効果（SME)という。
形状記憶合金は、変態点以上の温度では、変形を受けてもすぐさま元の形状を回復する性質を持ち、この変形範囲（→弾性）は鋼などを使う通常のばね等に比べてはるかに広い。この性質を超弾性という。このため、特に変態点が常温以下の合金のことを指して、超弾性合金と呼ぶ場合がある。
この合金は、チタンとニッケルの合金（ニッケルチタン）が一般的であるが、その他にも鉄-マンガン-ケイ素合金(→鉄系形状記憶合金)など、様々な素材で作られている。組成を変更することで任意の温度以上になった場合に、あらかじめ設定した形状に変形する性質（マルテンサイト変態）から、様々な分野での応用がみられる。
このような合金の性質が確認されたのは1951年のことで、1970年代頃から利用が研究され始めた。しかし実用化が始まったのは1980年代に入ってからのことで、以後機械工学分野から医療分野にまで応用されている。
似たような温度による変形という性質を持つものではバイメタルがあるが、こちらは熱による膨張率の異なる金属同士を張り合わせた素材で、必ずしも合金ではなく、またあらかじめ設定した形状に変形するのではなく、膨張率の差から設計された所定の範囲内で反りが発生するという点で異なる。
形状記憶合金は金属結晶構造の10%以内の曲がり（歪み）に対して、所定の温度を加えると弾性を発揮、元の形状に戻ろうとする性質を発揮する。ただし金属結晶構造が変わってしまうほどの極端な変形、または結晶構造が崩れるほどの高温を加えると、この弾性が損なわれ可塑性により、その時の形状が「記憶」されてしまう。
温度で制御可能な形状記憶合金の他に、磁性による制御が可能な強磁性形状記憶合金も存在する。

## 応用例
この合金は、所定の温度に達すると弾性により原型を復元するため、以下のような利用法がみられる。

### アクチュエーター
例えば内視鏡は細ければ細いほど、対象に挿入する際の負荷が小さくて済むが、細くするほどに先端部に機械要素を組み込むのが技術的に難しくなる。この場合、先端部に「熱を加えると、その方向に屈伸する」という性質の形状記憶合金のワイヤーをケーブルに沿って複数仕込んでおき、これに電流を流せるよう電線に繋ぐ。あとは曲げたい方向の形状記憶合金ワイヤーに通電するとジュール熱が発生してワイヤーが変形、内視鏡ケーブルの先端が自在に曲がる。
このようなアクチュエータ（駆動用の機械要素）では、従来は微細すぎてモーターや電磁石による運動機能を仕込めなかった小型機械に運動機能を持たせることが可能で、これらは小型ロボットの筋肉（→人工筋肉）としての利用方法も期待される。
宇宙空間で太陽電池パネルや構造物を太陽光の熱を利用して展開するという用途も研究されている。
塑性変形だけでなく、歪を蓄える事により、作動量は少ないが大きな力を発揮する必要のある分野(岩石の破砕等)にも応用される。

### 締め付け具
例えば従来において、骨折で折れた骨同士を接合したり、あるいは人工歯根に歯となる部品を取り付たりする際、金属製のボルトを使って締め付けたり、あるいはセメントと呼ばれる接着剤で固定したりする方法があった。しかしこれらではボルトのねじ込みが大げさとなったり、セメントが固まるまでの間は接着部を固定する必要があったりと、何かと治療や実際に使えるようになるまでに時間が掛かった。
形状記憶合金を使った締め付け具では、体温に反応して所定の形状に変形するように設定した締め付け金具を取り付けることで、体内に取り付けて一定時間すると温まって、きちんと固定される。これにより、より早い機能回復が期待される。
家電のリサイクルにおいて古い製品の分解に掛かる手間（＝コスト）が問題となるが、この場合に熱を加えるとねじの締め付けを外してしまうナットや座金などを形状記憶合金で作ることで、分解時には家電に一定の熱を加えることで、ねじ回しで一々全てのねじを外さなくても分解できるようにする試みもみられる。

### 衣類
比較的早くから形状記憶合金が利用され、使い道が無いといわれていた形状記憶合金の名前を有名にしたものにブラジャーのカップのワイヤーが挙げられる。一般的には金属で作られていたが、洗濯などで変形しやすく扱いにくく、変形しにくくすると硬く肌触りが悪くなるが、所定の形を予め設定した形状記憶合金を仕込むことで、肌へのあたりは柔らかく、つけていると体温で所定の形を保つという性質が利用されている。現在でも、形状記憶合金の使用は高額なものに限られている。

### 自動車
自動車の外板に使用する事でへこんでも加熱すれば元通りになるという用途も構想されている。

### 建築物
住居や温室で室内温度が一定以上になると換気のために天窓が開くという応用例がある。

### 水栓
蛇口では、給湯器に接続されたものに、熱湯がいきなり出て火傷する事故の防止のため、湯温が一定以上になると閉じる構造がある。これを更に進歩させたものとしては、浴室やシャワーなどに取り付けられた温度設定機能のあるものもみられる。これらはネジと形状記憶合金からなる調節弁が組み込まれており、設定温度以上の湯が出ないように工夫されている。

### 火災報知器
室温が一定以上になると作動する。スプリンクラーヘッドもある。

### エンジン
暖気運転で冷却水の温度が一定以下の場合はラジエターに循環させない。同様の用途に以前はグリスの粘度を利用していた。

## 技術開発
2000年代に入っても、様々な分野での応用が期待される同合金は工学分野で将来性のある有望な素材として注目されつづけており、冶金学の分野で研究と開発が進められている。
- 京都大学の三浦精は超塑性鍛造が可能であるスズ（Sn）を添加した黄銅合金を開発し、これに形状記憶機能を追加することに成功、2003年に発表している。
- 通常の形状記憶合金は、アクチエータ等で利用する場合に温度変化を利用するが、この場合熱伝導性が駆動応答性を決定付けるため機敏な駆動に限界がある。そこで、外部磁場により制御可能な強磁性をもつ形状記憶合金が注目されている(強磁性形状記憶合金)。1996年にMITのグループがNi2MnGa合金において磁場誘起歪を報告してから研究のブームが始まり、世界的に広がっている。
- 2011年6月30日には、東北大学大学院の大森俊洋助教の研究チームがこれまで主流とされている「ニチノール」（Ni-Ti）に比して、より温度変化を受けにくく、しかも安価な形状記憶合金を開発したと発表している。この新合金は鉄（Fe）・マンガン（Mn）・アルミニウム（Al）等の安価な素材を用いるため、高価なニッケル（Ni）・チタン（Ti）を主成分とする「ニチノール」の製造コストの約10％で済むとする。また優れた熱間加工・冷間加工の性能を有するとされ、特に冷間加工性が低いという難点を持つ「ニチノール」より加工コストが少なくて済む利点もある。また、この新合金の超弾性効果を発揮する温度範囲は「ニチノール」の場合は摂氏80度から同 -20度に対し、新合金は摂氏150度から -200度と広く温度変化に対する耐性の点で優っている。さらにこの超弾性歪み自体も「ニチノール」の約2倍に匹敵するMax13％に達するとされ、これらの特性からこの新合金は従来品よりも応用される用途について更なる拡大が出来ると期待されている。[10][11]

## 材料
形状記憶効果のある材料の温度と元素比率
- Ag-Cd 44/49 at.% Cd
- Au-Cd 46.5/50 at.% Cd
- Cu-Al-Ni 14/14.5 wt.% Al and 3/4.5 wt.% Ni
- Cu-Sn approx. 15 at.% Sn
- Cu-Zn 38.5/41.5 wt.% Zn
- Cu-Zn-X (X = Si, Al, Sn)
- Fe-Pt approx. 25 at.% Pt
- Mn-Cu 5/35 at.% Cu
- Fe-Mn-Si
- Fe-Ni-Co-Al
- Pt alloys
- Co-Ni-Al
- Co-Ni-Ga
- Ni-Fe-Ga
- Ti-Pd 混合比率は可変
- Ni-Ti (~55% Ni)